# Cnemaspis kendallii
Espèce
Synonymes
- Heteronota kendallii Gray, 1845

Cnemaspis kendallii est une espèce de geckos de la famille des Gekkonidae.

## Répartition
Cette espèce se rencontre en Malaisie, à Singapour et en Indonésie au Kalimantan et aux îles Natuna.

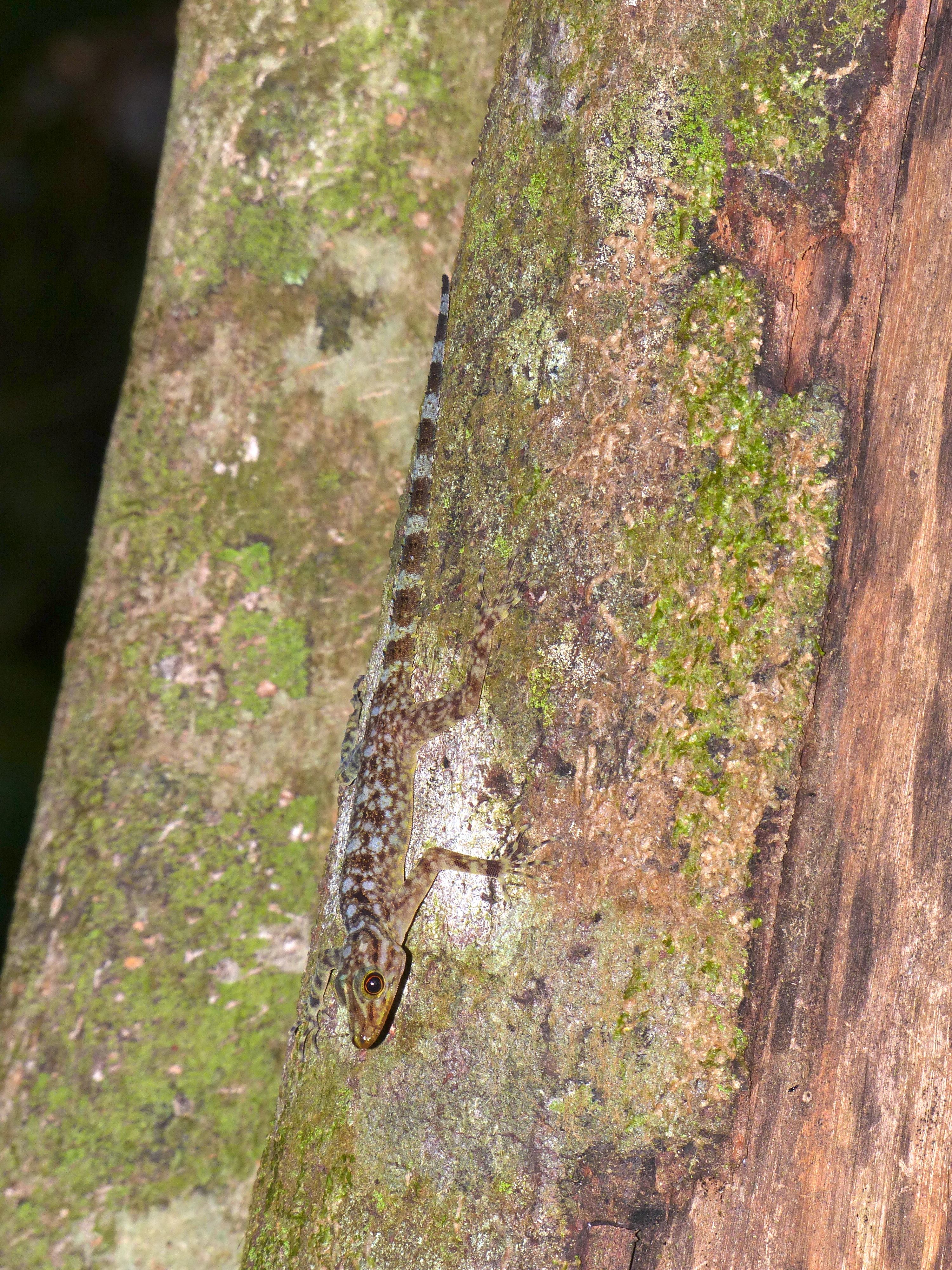

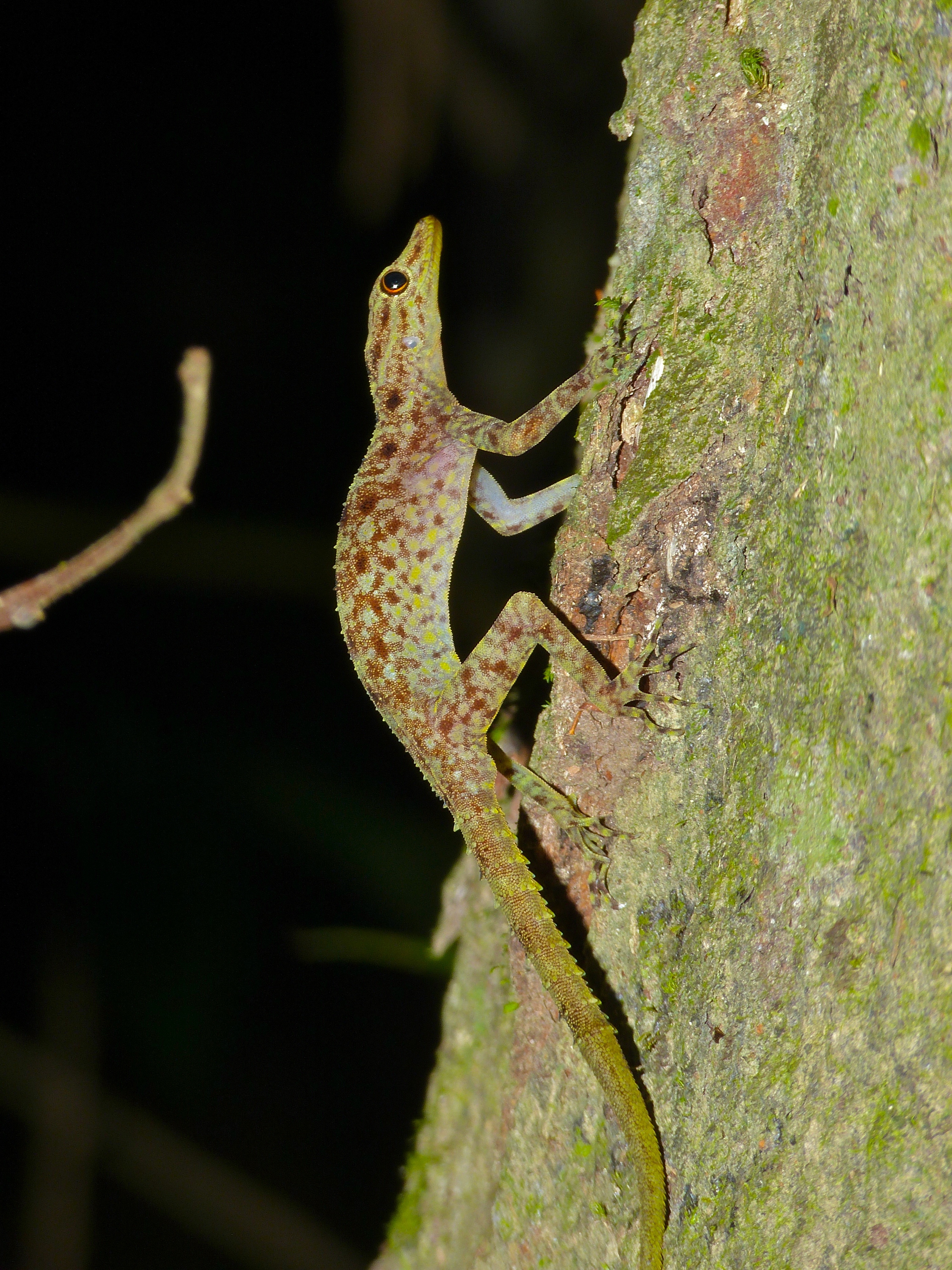
Gecko Cnemaspis kendallii, Parc national de Taman Negara, Malaisie continentale

## Publication originale
- Gray, 1845 : Catalogue of the specimens of lizards in the collection of the British Museum, p. 1-289 (texte intégral).